# Frank Patrick (hokejist)
Frank Patrick, rojstno ime Frank Alexis Patrick, kanadski hokejist in hokejski trener, * 21. december 1885, Ottawa, Ontario, Kanada, † 29. junij 1960. 

## Življenje
Rodil se je leta 1885, dve leti za svojim bratom Lesterjem. Odrasel je v Montrealu in obiskoval Univerzo McGill. V svojih dneh na univerzi je bil priznan sodnik, sodil je na tekmah lige Montreal Senior Hockey League. Svojo prvo tekmo Stanleyjevega pokala je sodil pri 20 letih.
Ko so z družino odšli živet v Nelson, je z bratom zaigral za tamkajšnji Nelson Hockey Club. Amaterska igralska kariera brata Lesterja se je nehala, ko je domov prejel tri vabila med profesionalce, od klubov Ottawa Hockey Club, Montreal Wanderers in Renfrew Millionaires. Odgovoril je na vabilo klubu Renfrew in zahteval tedaj nezaslišano vsoto 3.000 $, ker si zares ni želel igrati v tako majhnem kraju. Zahteval je tudi zagotovilo, da bo igral v istem klubu tudi Frank, in sicer za 2.000 $. Renfrew je privolil. Ko je Frank zaigral za moštvo, so ga imenovali za najboljšega branilca na svetu.
Po njuni prvi sezoni v Renfrewu sta se brata sestala z očetom kmalu po tem, ko je Lester prodal družinsko stavbarsko podjetje. Na srečanju je Frank predlagal ustanovitev nove lige na zahodni obali iz denarja, dobljenega od prodaje podjetja. Prav tako je predlagal izgradnjo umetnih drsališč na istem območju, torej zahodni obali, kjer so hokej redko igrali in bolj malo poznali. Lester se je sprva zbal glede finančnega vidika ideje, medtem ko je oče Frankovo idejo podprl. Porabili so 350.000 $ za dvorano z 10.000 sedeži v Vancouvru in še nadaljnjih 125.000 $ za dvorano v Victorii, ki je sprejela 4.200 obiskovalcev. Dvorana v Vancouvru je bila tačas največja zgradba v celotni Kanadi.
Nova liga se je imenovala Pacific Coast Hockey Association (PCHA), njena premierna sezona je bila sezona 1911/12. Frank je postal direktor moštva Vancouver Millionaires in obenem zasedal mesto predsednika lige. Frank je v drugi sezoni (1912/13) prepričal svojega bivšega soigralca v obrambi Cyclona Taylorja, da se mu v moštvu pridruži, in s tem ligi dodal naboj zvezdništva. Tisto sezono je Frank na eni tekmi zabil šest golov in postavil rekord, ki ga ni odtlej presegel noben NHL branilec. Frank je bil vodja moštva na ledu in zunaj njega, ter popeljal moštvo do osvojitve Stanleyjevega pokala 1915. Predsednik lige je ostal do leta 1924. 
Frank je v času oblikovanja in razvoja lige PCHA igri dodal nove komponente in pravila, ki so postali ključni elementi modernega hokeja. Dodal je: modro črto, podajo napadalcu in sistem končnice. Spremembe so nato prevzele ostale lige in športi po vsem svetu. Skupaj z bratom sta uvedla številke na igralskih hrbtih, s čimer sta pomagala obiskovalcem pri lažjem prepoznavanju igralcev. Dovolila sta, da se lahko plošček brcne kamor koli, le v mrežo ne. Prav tako sta vratarjem dovolila, da se za ploščkom vržejo po tleh, namesto da vseskozi branijo v stoječem položaju. Odgovorna sta bila tudi za beleženje podaj in uvedbo kazenskega strela. Vsega skupaj Franku pripisujejo 22 pravil, ki še danes sestavljajo Pravilnik lige NHL. Odtod izvira tudi Frankov vzdevek "Brains of Modern Hockey" ("Možgani modernega hokeja").
Liga je nato začela finančno doživljati težke čase, kar je Lester že predhodno napovedal. Frank je zato igral na vse manj tekmah, ker je skrbel za poslovno plat lige. Ker sta leta 1924 v ligi ostali le še dve moštvi, sta se ti pridružili ligi WCHL, kar je povzročilo razpad lige PCHA. Dve leti kasneje, ko je hokej na ledu na zahodu praktično zamrl, je Frank prodal šest igralcev obeh moštev v ligo NHL za občutno vsoto 250.000 $. Sam je ostal na zahodu, čeprav je prejemal številne ponudbe novih NHL klubov. Lester je na drugi strani eno od ponudb sprejel in pričel dolgo in uspešno kariero kot trener in nato direktor moštva New York Rangers. Frank se je leta 1933 vseeno preselil na vzhod in postal upravni direktor lige NHL v sezoni 1933/34, a je z mesta odstopil, da bi zasedel mesto trenerja moštva Boston Bruins od 1934 do 1936. Po kratki vrnitvi v Britansko Kolumbijo je prevzel posle moštva Montreal Canadiens leta 1939. Klub je zapustil leta 1941 zaradi srčnega napada.
Med Patrickovimi prispevki k hokeju na ledu so: modra črta, kazenski strel, kazen zaustavljanja ob ogradi in dviganje palice ob zadetku, ki jih je sam predlagal. Prav tako je izustil znano prerokbo: "Sanjam o dnevu, ko bodo moštva za vsako tekmo oblekla dva vratarja." Ta trditev je postala realnost v sezoni 1964/65. 
Leta 1950 je bil kot graditelj hokeja sprejet v Hokejski hram slavnih lige NHL. Prav tako je bil sprejet v Športni hram slavnih Britanske Kolumbije, ustanovljen leta 1966. 
Umrl je 29. junija 1960 za srčnim napadom. Umrl je štiri tedne za svojim bratom, ki je prav tako umrl za srčnim napadom.

## Igralska kariera
Odebeljeno - reprezentančni nastopi, glej tudi Statistika pri hokeju na ledu.
| Moštvo                 | Liga             | Sezona |    | Redni del | Redni del | Redni del | Redni del | Redni del | Redni del |   | Končnica | Končnica | Končnica | Končnica | Končnica | Končnica |
| ---------------------- | ---------------- | ------ | -- | --------- | --------- | --------- | --------- | --------- | --------- | - | -------- | -------- | -------- | -------- | -------- | -------- |
| Moštvo                 | Liga             | Sezona | OT | G         | P         | T         | +/-       | KM        | OT        | G | P        | T        | +/-      | KM       |          |          |
| Akademija Westmount    | QAHA             | 01/02  |    |           |           |           |           |           |           |   |          |          |          |          |          |          |
| Akademija Westmount    | High-QC          | 02/03  |    |           |           |           |           |           |           |   |          |          |          |          |          |          |
| Akademija Westmount    | MCJHL            | 02/03  |    |           |           |           |           |           |           |   |          |          |          |          |          |          |
| Akademija Westmount-2  | CAIHL            | 03/04  |    |           |           |           |           |           |           |   |          |          |          |          |          |          |
| Montreal Victorias     | CAHL             | 03/04  |    | 5         | 4         | 0         | 4         |           |           |   |          |          |          |          |          |          |
| Montreal Westmount     | CAHL             | 04/05  |    | 2         | 4         | 0         | 4         |           | 0         |   |          |          |          |          |          |          |
| McGill Redmen          | MCHL             | 05/06  |    | 3         | 6         | 0         | 6         |           | 0         |   |          |          |          |          |          |          |
| McGill Redmen          | MCHL             | 06/07  |    | 4         | 6         | 0         | 6         |           | 12        |   |          |          |          |          |          |          |
| Montreal Victorias     | ECAHA            | 07/08  |    | 8         | 8         | 0         | 8         |           | 6         |   |          |          |          |          |          |          |
| Nelson Hockey Club     | WKHL             | 08/09  |    |           |           |           |           |           |           |   |          |          |          |          |          |          |
| Renfrew Creamery Kings | NHA              | 09/10  |    | 12        | 9         | 0         | 9         |           | 23        |   |          |          |          |          |          |          |
| Nelson Hockey Club     | WKHL             | 10/11  |    |           |           |           |           |           |           |   |          |          |          |          |          |          |
| Vancouver Millionaires | PCHA             | 11/12  |    | 15        | 23        | 0         | 23        |           | 0         |   |          |          |          |          |          |          |
| Zvezde PCHA            | Ekshib.          | 11/12  |    | 2         | 2         | 0         | 2         |           | 0         |   |          |          |          |          |          |          |
| Vancouver Millionaires | PCHA             | 12/13  |    | 14        | 12        | 8         | 20        |           | 17        |   |          |          |          |          |          |          |
| Vancouver Millionaires | PCHA             | 13/14  |    | 16        | 11        | 9         | 20        |           | 3         |   |          |          |          |          |          |          |
| Vancouver Millionaires | PCHA             | 14/15  |    | 4         | 2         | 2         | 4         |           | 6         |   |          |          |          |          |          |          |
| Vancouver Millionaires | Stanleyjev pokal | 14/15  |    |           |           |           |           |           |           |   | 3        | 2        | 1        | 3        |          | 8        |
| Zvezde PCHA            | Ekshib.          | 14/15  |    | 2         | 2         | 0         | 2         |           | 0         |   |          |          |          |          |          |          |
| Vancouver Millionaires | PCHA             | 15/16  |    | 8         | 3         | 1         | 4         |           | 3         |   |          |          |          |          |          |          |
| Vancouver Millionaires | PCHA             | 16/17  |    | 23        | 13        | 13        | 26        |           | 30        |   |          |          |          |          |          |          |
| Vancouver Millionaires | PCHA             | 17/18  |    | 1         | 1         | 1         | 2         |           | 0         |   |          |          |          |          |          |          |
| Ni igral               |                  |        |    |           |           |           |           |           |           |   |          |          |          |          |          |          |
| Vancouver Maroons      | PCHA             | 22/23  |    | 2         | 0         | 1         | 1         |           | 0         |   |          |          |          |          |          |          |
| Vancouver Maroons      | WCHL             | 23/24  |    | 4         | 0         | 1         | 1         |           | 0         |   |          |          |          |          |          |          |
| Skupaj                 |                  |        |    | 125       | 106       | 36        | 142       |           | 100       |   | 3        | 2        | 1        | 3        |          | 8        |